# Caminho de Ferro de Sena
Caminho de Ferro de Sena (CFS), também chamado de Caminho de Ferro Dondo-Maláui e Caminho de Ferro do Planalto de Chire, é uma ferrovia que liga as cidades de Dondo, em Moçambique, à cidade de Chipata, na Zâmbia. Possui cerca de 1000 km de extensão, em bitola de 1067 mm.
No trecho moçambicano, entre Dondo e Vila Nova de Fronteira, a empresa administradora é a Portos e Caminhos de Ferro de Moçambique (CFM); já em território malauiano, entre a cidade de Marka e a de Mchinji, a ferrovia é administrada pela empresa privada Ferrovias do Centro Leste Africano (Central East African Railways), e; entre o curto trecho zambiano de Koloni para Chipata pela empresa Ferrovias da Zâmbia (Zambia Railways-ZR).
Seus pontos de escoamento principais estão no Porto da Beira e no Porto de Nacala.
É parte integrante do mega-empreendimento "Corredor Logístico da Beira", que inclui ferrovias, rodovias, portos e aeroportos.

## Histórico
Inicialmente o Caminho de Ferro de Sena tinha somente a função de conectar o Protetorado de Niasalândia  (atualmente Maláui) de norte a sul, utilizando-se de vias hidroviárias para alcançar os portos marítimos.

### Construção
Em 1901 a Shire Highlands Railway Company foi formada em Blantire por investidores britânicos. Logo obteve uma concessão para construir uma ferrovia de ligação entre Nsanje, no rio Chire (no ponto mais ao sul do protetorado), até Mangochi, no extremo sul do lago Niassa, via Chiromo e Blantire. A primeira seção desta linha, entre Nsanje e Chiromo, foi entregue ao tráfego em 1 de setembro de 1904. O contrato de construção de um ramal foi outorgado à Companhia Britânica da África do Sul, conectando Chindio e Nsanje, esta última passando a ser um importante porto hidroviário de conexão com Beira. O fluxo irregular fluvial da região — ora com grandes e destrutivas cheias, ora com secas severas —, tornou quase impossível a navegação segura, fazendo com que esta opção fosse descartada e a continuação de uma linha até Quelimane fosse abandonada.
O planeamento efetivo do traçado atual do Caminho de Ferro de Sena só viria iniciar-se em 1912, quando foi assinado um entendimento comum entre a Niassalândia e a administração portuguesa em Moçambique, para a construção de uma linha férrea que ligaria a Beira aos Grandes Lagos Africanos.

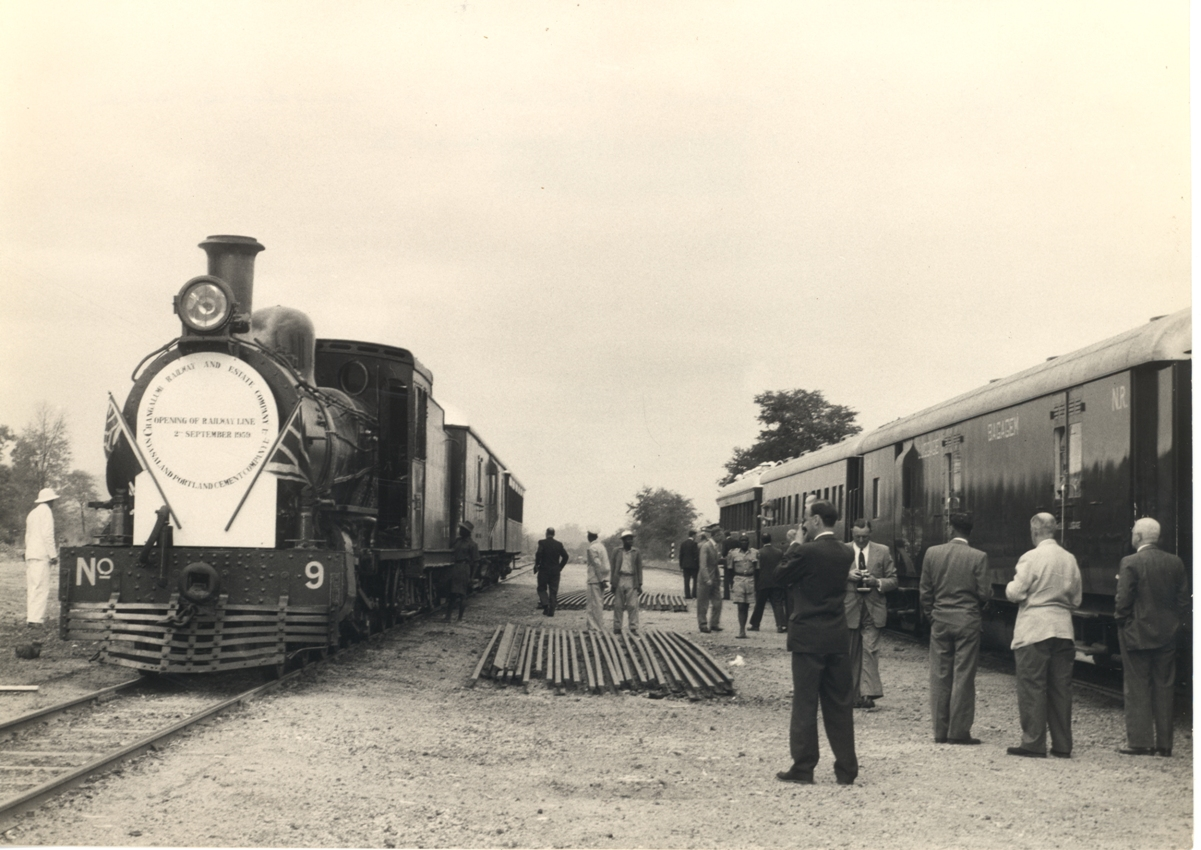
Reabertura de parte do trecho entre Blantire e Salima, em 1959, na altura da vila de Changalume.

Entre 1919 e 1922 a Trans-Zambezia Railways, vencedora da licitação para o trecho sul, concluiu a ligação do Dondo até a Vila de Sena, defronte à cidade de Nhamayabué (ou Mutarara), no rio Zambeze. Lentamente o restante da ferrovia do lado moçambicano, entre Nhamayabué e Vila Nova de Fronteira foi concluído até 1930. Em 1930, portanto, a ferrovia já conectava Beira, Nhamayabué, Vila Nova de Fronteira, Nsanje, Chiromo e Blantire, transportando principalmente algodão vindo do sul do Maláui e da região de Sena-Nhamayabué, além da produção açucareira da Sena Sugar Estates. A outorga do trecho norte-lagos, dalém de Blantire, foi posteriormente transferida para a Central African Railways.
Para vencer o rio Zambeze e continuar a operação da ferrovia, optou-se por um serviço de balsas, que padecia no período de secas. Para a eliminação da movimentação da balsa, a Nyasaland Railways Limited (resultante da fusão da Shire Highlands Railway Company com a Central African Railways) e a Trans-Zambezia Railways optaram pela construção da Ponte Dona Ana; o custo final da ponte foi de 1,74 milhão de libras e, durante o restante do século XX, não gerou tráfego suficiente para pagar a taxa de juros, muito menos reembolsar os empréstimos levantados para construí-la.
A extensão em território malauiano em direção ao norte, entre Blantire e Salima, foi concluída em 1935, alcançando o importante porto de Chipoka, um dos maiores do lago Niassa.
Na década de 1940 o governo colonial português construiu um ramal ligando a estação de Dona Ana, em Nhamayabué, até as minas de carvão de Moatize, totalizando 254 km de extensão, aberto a operação definitivamente em 1949.
Na década de 1970, no advento da independência Moçambicana, foi acordado a extensão da linha, que partiria de Salima em direção ao oeste, chegando até Lilongué e Mchinji. As obras foram concluídas e inauguradas em 1979.

### Efeitos da guerra civil
O Caminho de Ferro de Sena permaneceu como principal ligação de transporte a granel para o Maláui até 1979, quando foi destruído pelas forças da RENAMO na Guerra Civil Moçambicana. Como a linha de Sena tinha interconexão com o Caminho de Ferro de Nacala, na altura da cidade malauiana de Nkaya, desde 1970, o Maláui tinha sua segunda ligação ferroviária com o porto de Nacala, em Moçambique. Em 1984, o elo de Nacala também foi perdido, quando a ferrovia de Nacala foi destruída pelas forças da RENAMO.

### Reabertura e expansão ao norte
Após a assinatura do Acordo Geral de Paz em 1992, houve esforço para reabertura do tráfego, mas enchentes destruidoras ocorridas em 1997 no vale dos rios Chire e Ruo destruíram a importante Ponte Rodoferroviária Bangula-Chiromo, de ligação entre as vilas de Bangula e Chiromo. O acontecimento foi definidor do estado de degradação da linha entre Blantire e Nhamayabué, que está inoperacional desde então. A ponte Bangula-Chiromo foi reconstruída em 2003, mas o troço da linha entre Blantire e Nhamayabué foi preterida por ser mais sinuosa e lenta, além do baixo calado e alto movimento de cargas do porto da Beira. Caiu em desuso a partir de 2010, sendo as cargas redirecionadas para o Caminho de Ferro de Nacala.
A posterior descoberta das minas de Chipata, na Zâmbia, fez com que o caminho de ferro fosse estendido de Mchinji até a localidade. As obras deste prolongamento foram finalizadas em 2019, contando com financiamento chinês.
Em 2021 o governo moçambicano iniciou a reabilitação do troço que liga Nhamayabué a Marka, na expectativa de ter uma rota auxiliar para o transporte de cargas ferroviárias a partir do sul do Maláui. Paralelamente o governo malauiense licitou a recuperação do troço entre Bangula e Marka, estabelecendo como prioridade a recuperação entre Bangula e Blantire (Limbe) num segundo momento.

## Estações principais
As principais estações do CFS são:
- Estação do Dondo
- Estação de Caia
- Estação de Sena
- Estação de Nhamayabué (Dona Ana)
- Estação de Vila Nova de Fronteira
- Estação de Marka
- Estação de Nsanje
- Estação de Bangula
- Estação de Luchenza
- Estação de Blantire (Limbe)
- Estação de Nkaya
- Estação de Chipoka
- Estação de Salima
- Estação de Lilongué
- Estação de Mchinji
- Estação de Chipata

## Ramais
O principal dos ramais da ferrovia de Sena é o de Dona Ana—Moatize, com 254 km de extensão, conectando as riquíssimas áreas de mineração de carvão mineral de Benga-Moatize.
Possui ainda o ramal de Inhamitanga-Marromeu, que têm 88 km de extensão.